# Arta chineză
Arta chineză este o artă vizuală care, fie că e veche sau modernă, își are originea sau este practicată în China sau de către artiști chinezi. Arta chineză din Republica Chineză (sau Taiwan) și cea a chinezilor de peste mări poate să fie, de asemenea, considerată ca fiind parte din arta chineză, bazându-se pe patrimoniul chinez și pe cultura chineză. „Arta Epocii de piatră” timpurie datează din 10.000 î.Hr., constând în principal în ceramică simplă și sculpturi. După această perioadă timpurie, arta chineză, la fel ca istoria chineză, e clasificată de obicei după succesiunea dinastiilor conducătoare ale împăraților chinezi, majoritatea durând câteva sute de ani.
Arta chineză are, fără îndoială, cea mai veche tradiție continuă din lume și este marcată de un grad neobișnuit de continuitate, lipsit de un echivalent cu prăbușirea occidentală și recuperarea treptată a stilurilor clasice. Mediile care au fost de obicei clasificate în Occident de la Renaștere ca arte decorative sunt extrem de importante în arta chineză, iar o mare parte din cele mai bune opere au fost produse în ateliere mari sau fabrici, de artiști în esență necunoscuți, în special în ceramica chineză.
O mare parte din cele mai bune opere în ceramică, textile, lemn lăcuit sculptat și alte tehnici au fost produse de-a lungul unei perioade lungi de timp de diferitele fabrici sau ateliere imperiale, care, pe lângă faptul că au fost folosite la curte, au fost distribuite în interiorul Chinei și în străinătate la o scară imensă, demonstrând bogăția și puterea Împăraților. În contrast, tradiția laviului, practicată în principal de pictori de curte, în special a peisajelor, florilor și păsărilor, a dezvoltat valori estetice în funcție de imaginația individuală și de observarea obiectivă a fiecărui artist, care sunt similare cu cele occidentale. După ce contactele cu arta occidentală au devenit din ce în ce mai importante din secolul al XIX-lea încoace, în ultimele decenii China a participat cu un succes din ce în ce mai mare la arta contemporană la nivel mondial.

## Pictura
Pictura chineză tradițională se folosește de aceleași tehnici cu caligrafia chineză și se face în laviu, uleiuri nefiind folosite. La fel ca în cazul caligrafiei chineze, cele mai folosite materiale sunt hârtia și mătasea. Lucrările pot să fie ruate în suluri. Pictura tradițională chineză mai este practicată și pe perețu, paravane și pe alte materiale.
Cele două tehnici ale picturii chineze sunt:
1. Gongbi (în chineză: 工筆; care se traduce în română ca „meticulos”) - care constă în detalii foarte precise. Este deobicei foarte colorată și adesea prezintă un subiect narativ sau figural. Era practicată des de artiștii care lucrau la curtea regală sau care aveau ateliere independente.
2. Laviul (în chineză: 水墨 Shui-mo[1]).

Artiștii din timpul dinastiilor Han (202 î.e.n.) și Tang (618–906) pictau în principal oameni. Pictura chineză care înfățișează oameni provine din morminte, unde au fost păstrate pe ecrane de mătase, obiecte lăcuite și pereți mormântului. Multe picturi din mormintele timpurii aveau rolul de a proteja morții sau de a ajuta sufletele lor să ajungă în paradis. Altele ilustrau învățăturile filozofului chinez Confucius sau prezentau scene din viața de zi cu zi. Majoritatea portretelor chineze prezintă o vedere frontală formală. Cele imperiale sunt mai flexibile, dar, în general, nu sunt prezintă ceva din afara curții regale, iar portretizarea nu făcea parte din propaganda imperială, ca în alte culturi.
Mulți critici consideră peisajele ca fiind cea mai înaltă formă de pictură chineză. Timpul dintre Perioada celor 5 Dinastii și Perioada Song de Nord (907–1127) este cunoscut ca „Marea Epocă a Peisajelor”. În nord, artiști ca Jing Hao, Li Cheng, Fan Kuan, și Guo Xi au pictat munți, folosindu-se de multe tehnici ca să reprezinte bolovanii bruți. În sud, Dong Yuan, Juran și alții au pictat dealuri și râuri în scenele lor liniștite prin intermediul unor pensule fine. Tipurile astea două de scene și tehnici au devenit stilurile clasice ale pictării peisajelor chineze.
La fel ca în arta japoneză, majoritatea picturilor sunt peisaje, o mare parte a restului fiind portrete. 

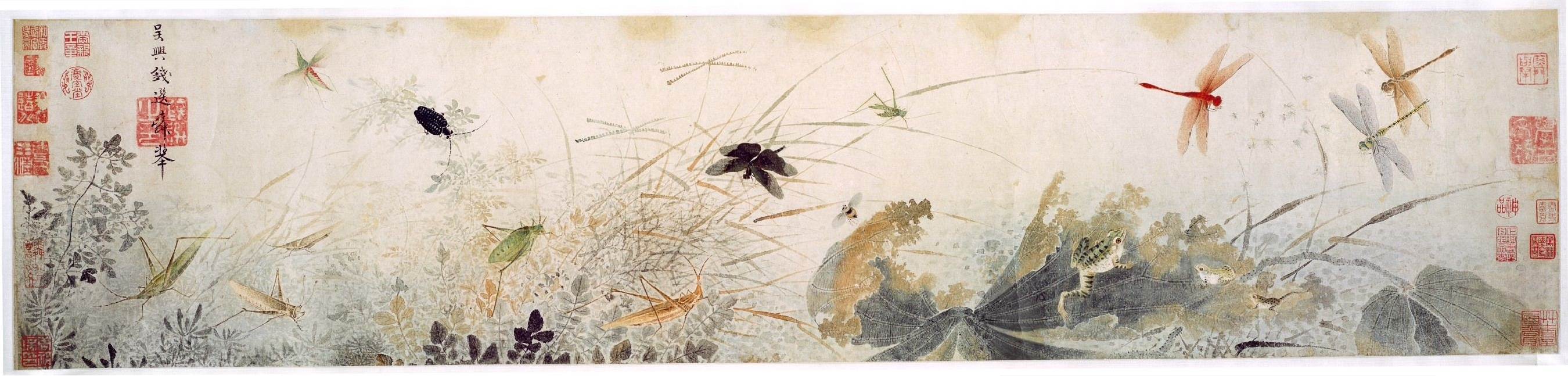
Început de toamnă; de Qian Xuan; secolul 13; cerneală și culori pe hârtie; 26.7 x 120.7 cm; Institutul de Artă din Detroit (Detroit, SUA)
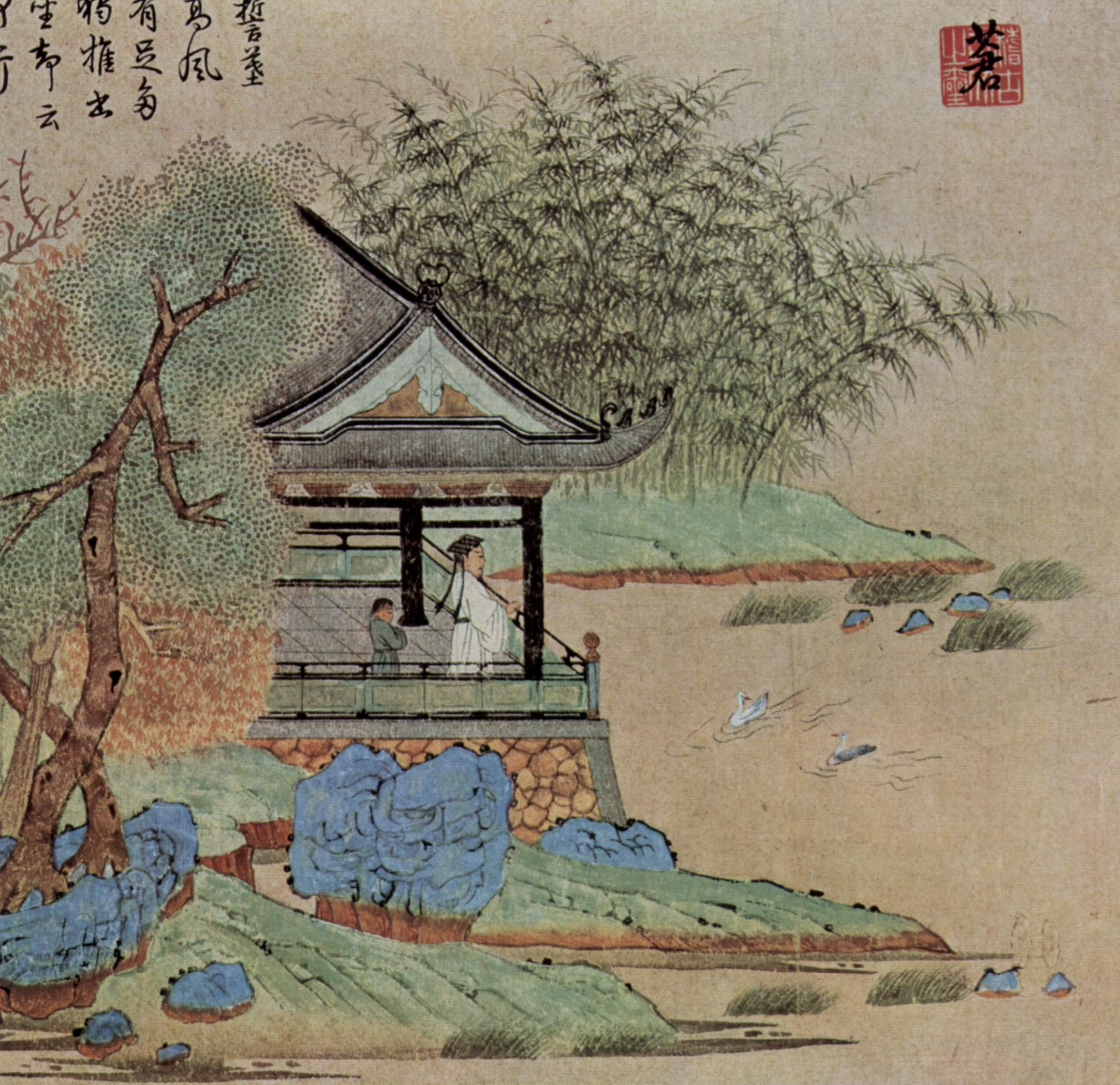
Wang Xizhi uitându-se la gâște; de Qian Xuan; 1250-1300; cerneală, culoare și aur pe hârtie; înălțime: 23,2 cm; Muzeul Metropolitan de Artă (New York City, SUA)
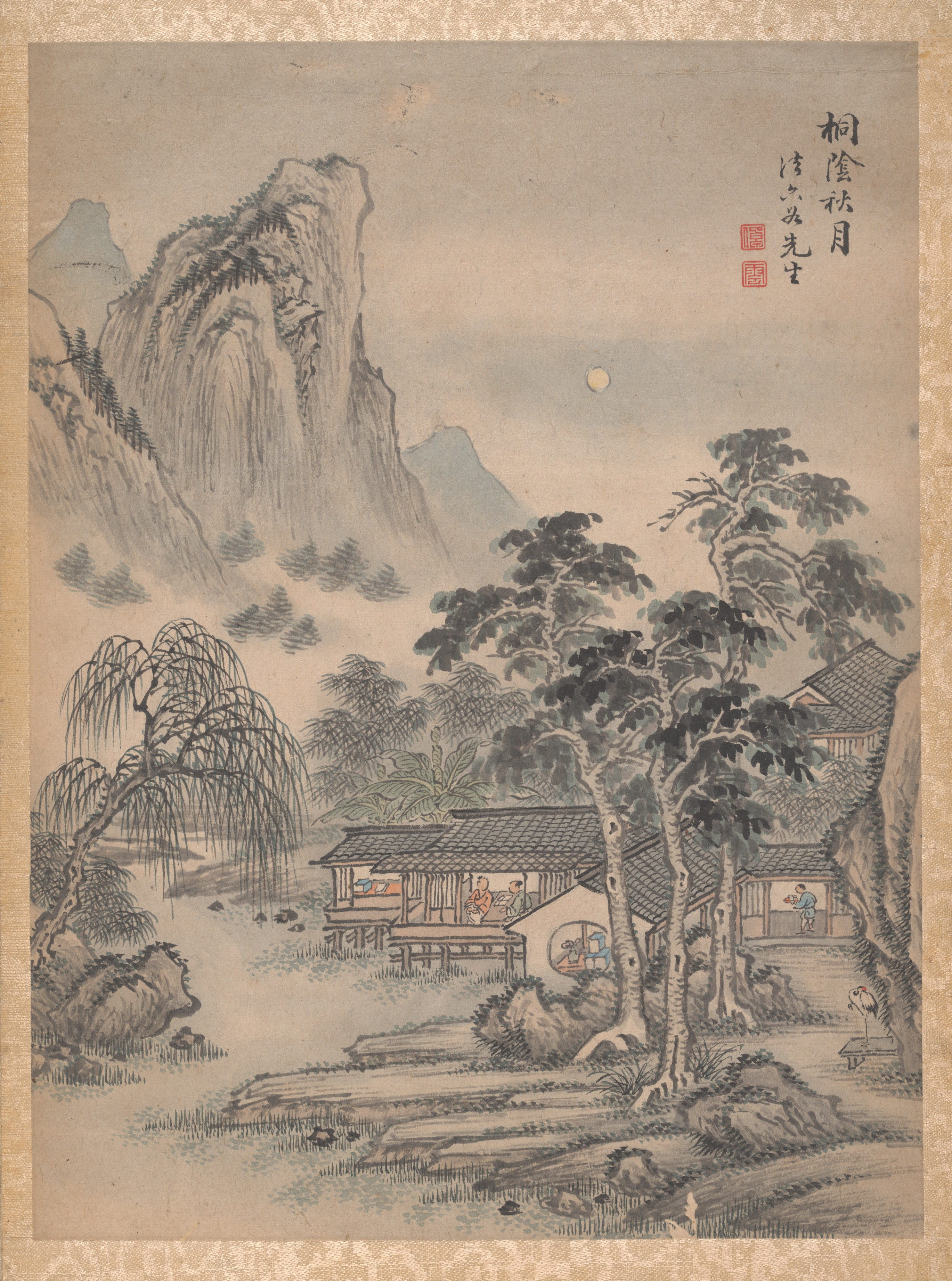
Peisaj; de Lu Han; 1699; cerneală și culoare pe hârtie; Muzeul Metropolitan de Artă
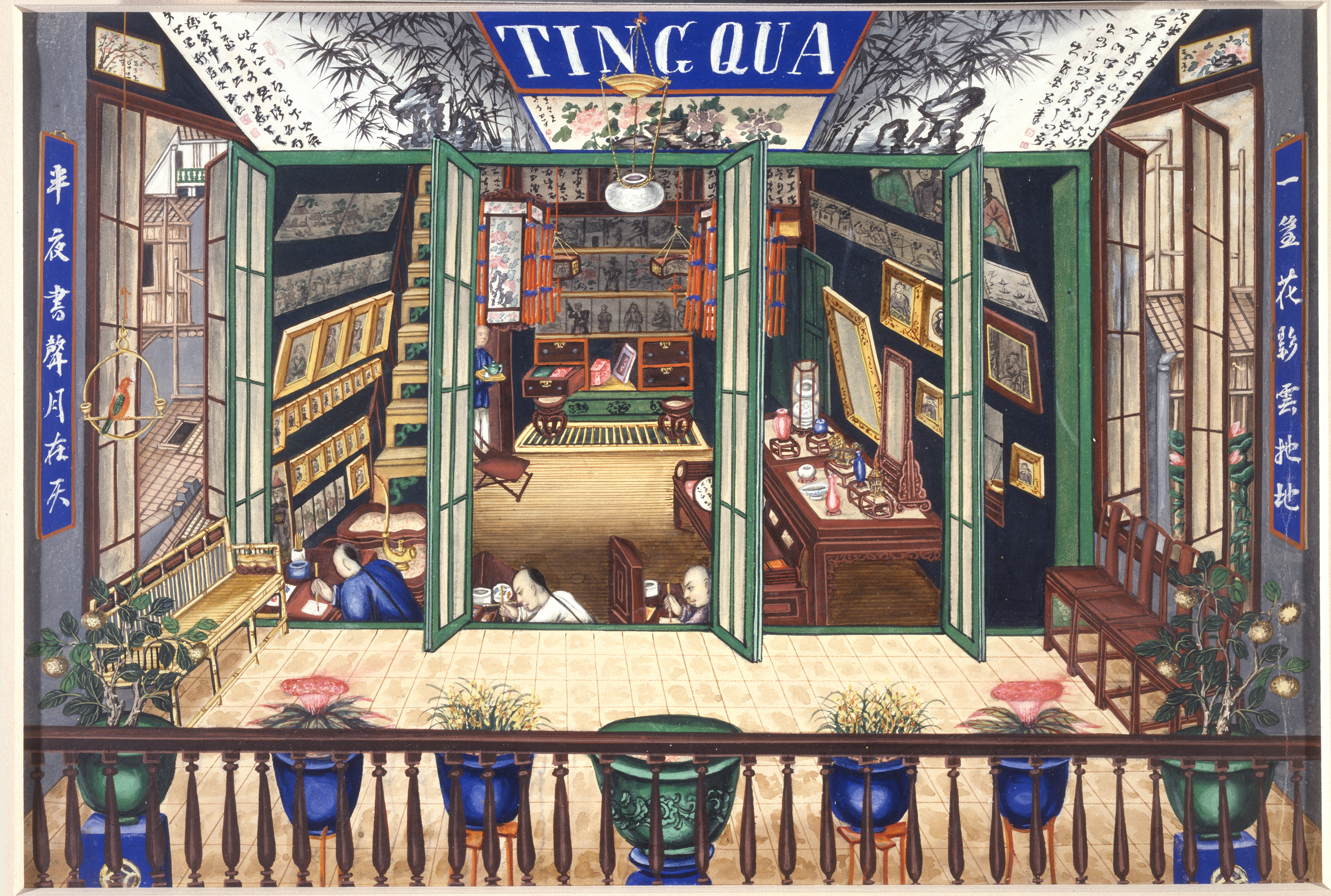
Magazin din Tingqua; circa 1855; guașă pe hârtie; Muzeul Peabody Essex (Salem, SUA)

## Sculptura
Bronzurile ritualice chineze din timpul dinastiilor Shang și Zhou de vest au exercitat influențe asupra artei chineze. Ele sunt împodobite cu modele complexe și decorațiuni zoomorfice, dar evită figurile umane, spre deosebire de statuile imense, descoperite recent la Sanxingdui. Armata de teracotă a fost amplasată în mormântul lui Qin Shihung-di, primul împărat al unei Chine neunificate. Figurine mici de lut sau lemn au fost descoperite în morminte din timpul dinastiei Tang.
Deobicei reigiile chineze native nu se folosesc de reprezentări fizice ale zeităților, mai toate sculpturile religioase fiind budiste. Majoritatea sculpturilor au un creator anonim, doar câteva nume fiind cunoscute.

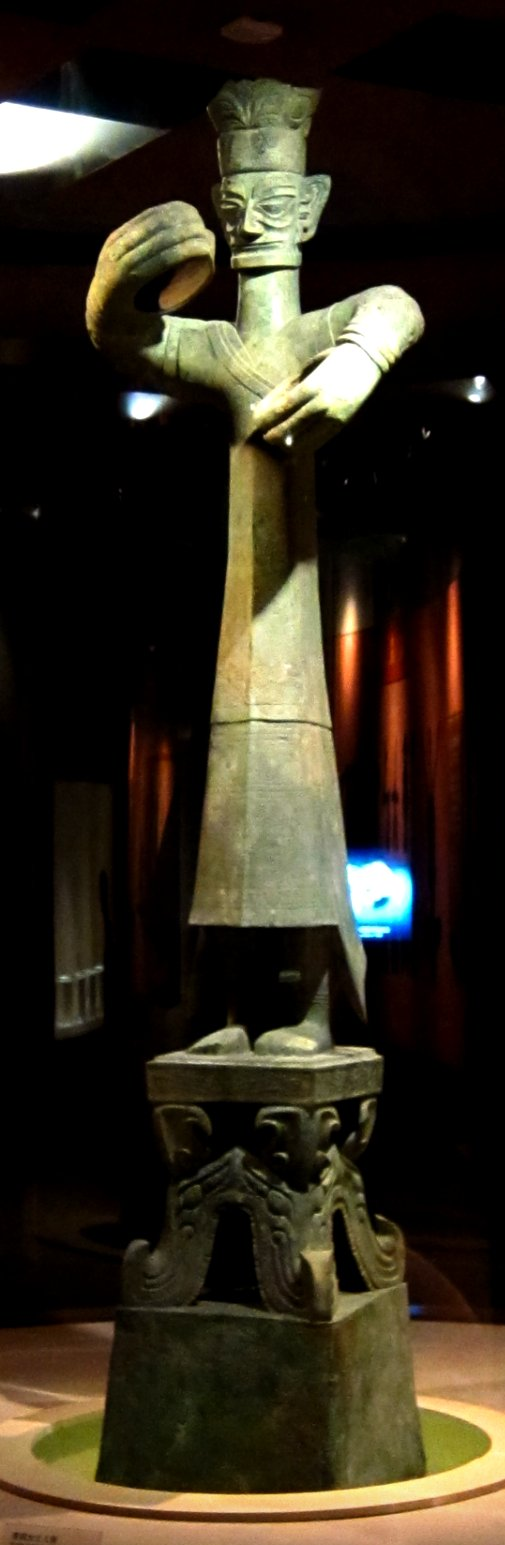
Statuie a unui rege sau șaman; circa 1200-1000 î.Hr.; probabil bronz; înălțime totală: 2,62 m; Muzeul Sanxingdui (Guanghan, Sichuan, China)
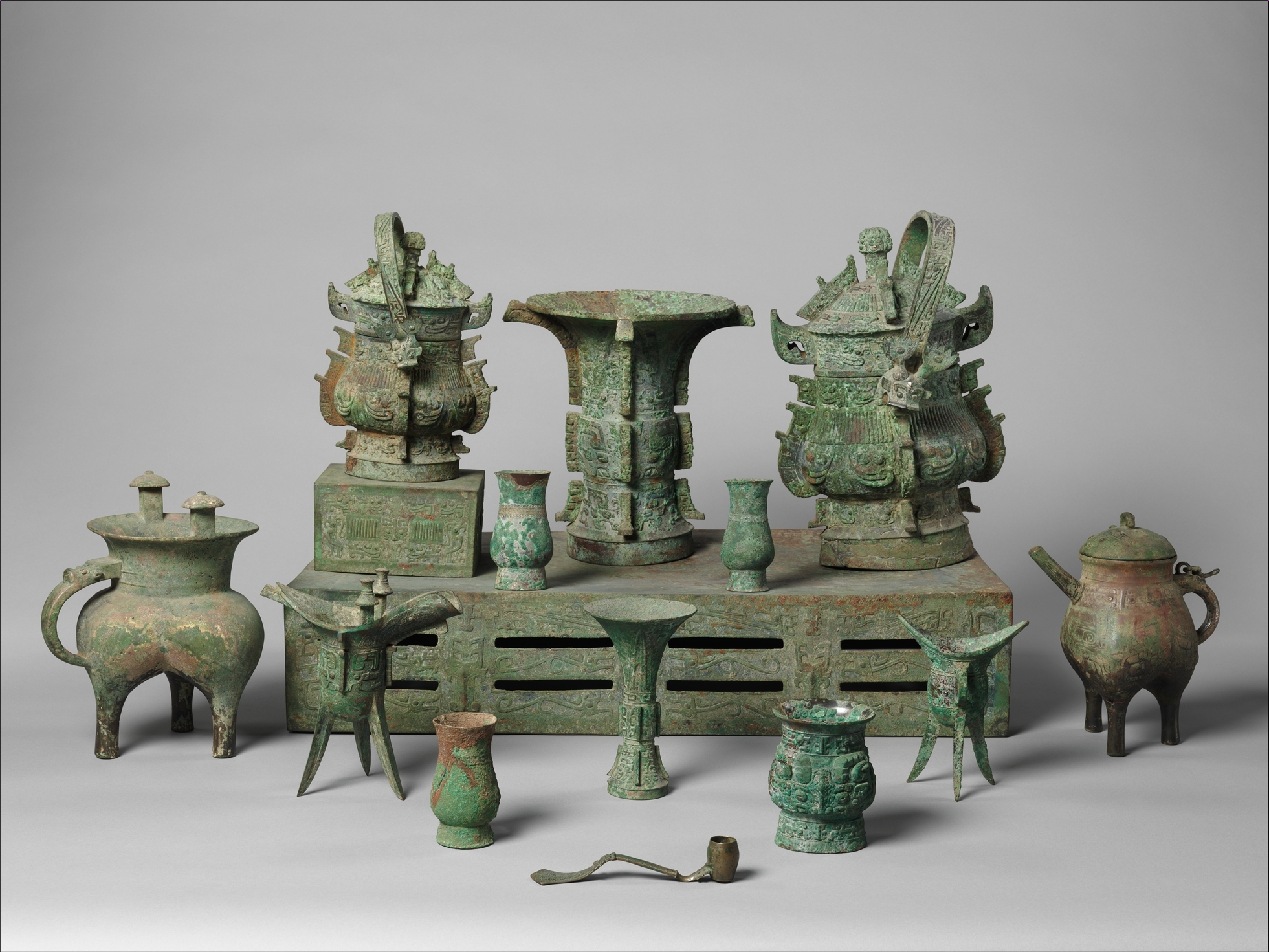
Set de bronzuri ritualice pentru un altar; sfârșitul secolului 11 î.Hr.; bronz; înălțime: 18.1 cm, lungime: 46.4 cm; Muzeul Metropolitan de Artă (New York City, SUA)
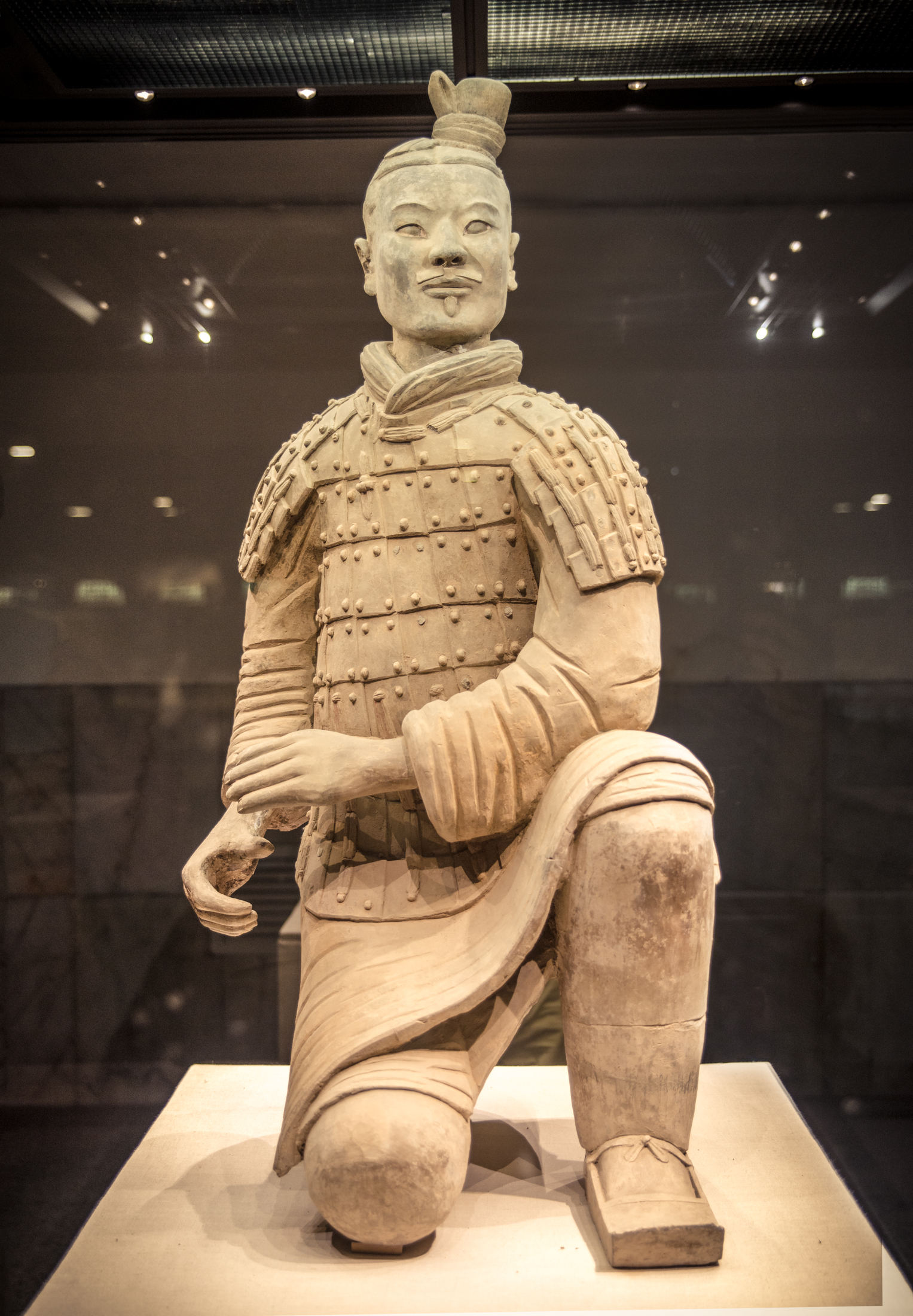
Unul dintre soldații din Armata de Teracotă, o colecție faimoasă de sculpturi de teracotă care înfățișează armatele lui Qin Shihung-di, primul împărat al Chinei
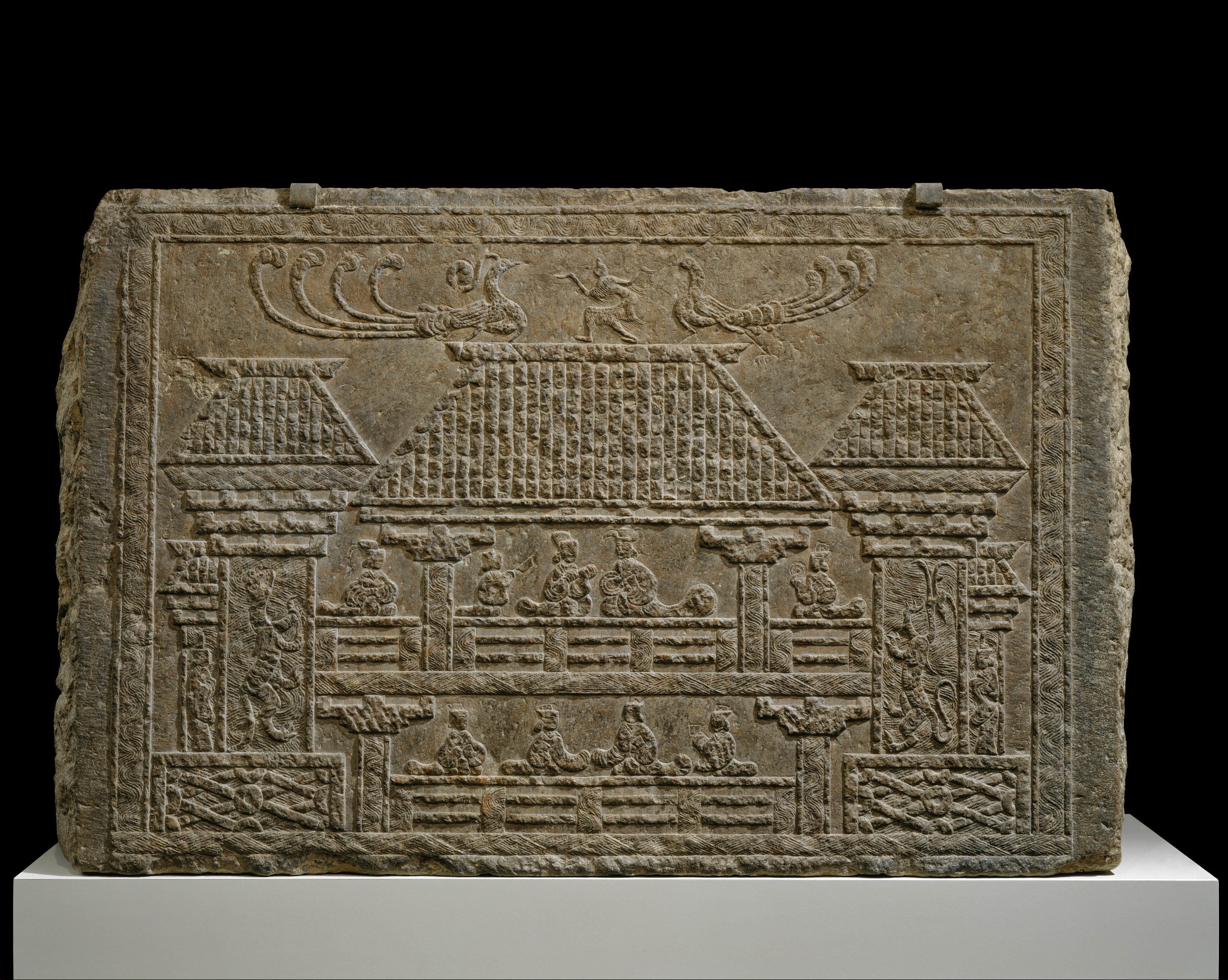
Basorelief; începutul secolului 2; calcar; înălțime: 79,4 cm, lungime: 127 cm, grosime: 20,3 cm; Muzeul Metropolitan de Artă
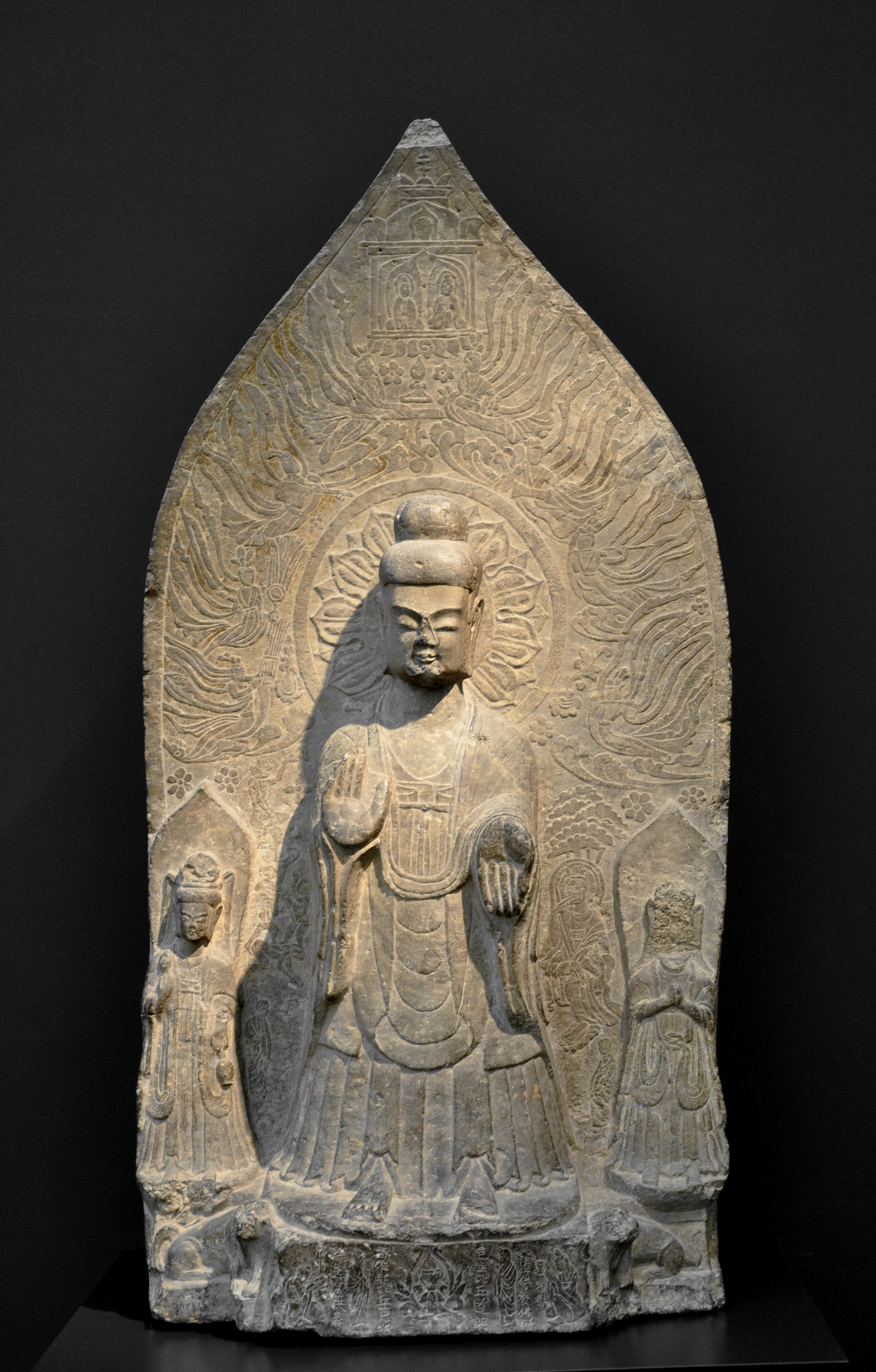
Stelă votivă a lui Gautama Buddha; datată 542; calcar; Muzeul Rietberg (Zürich, Elveția)
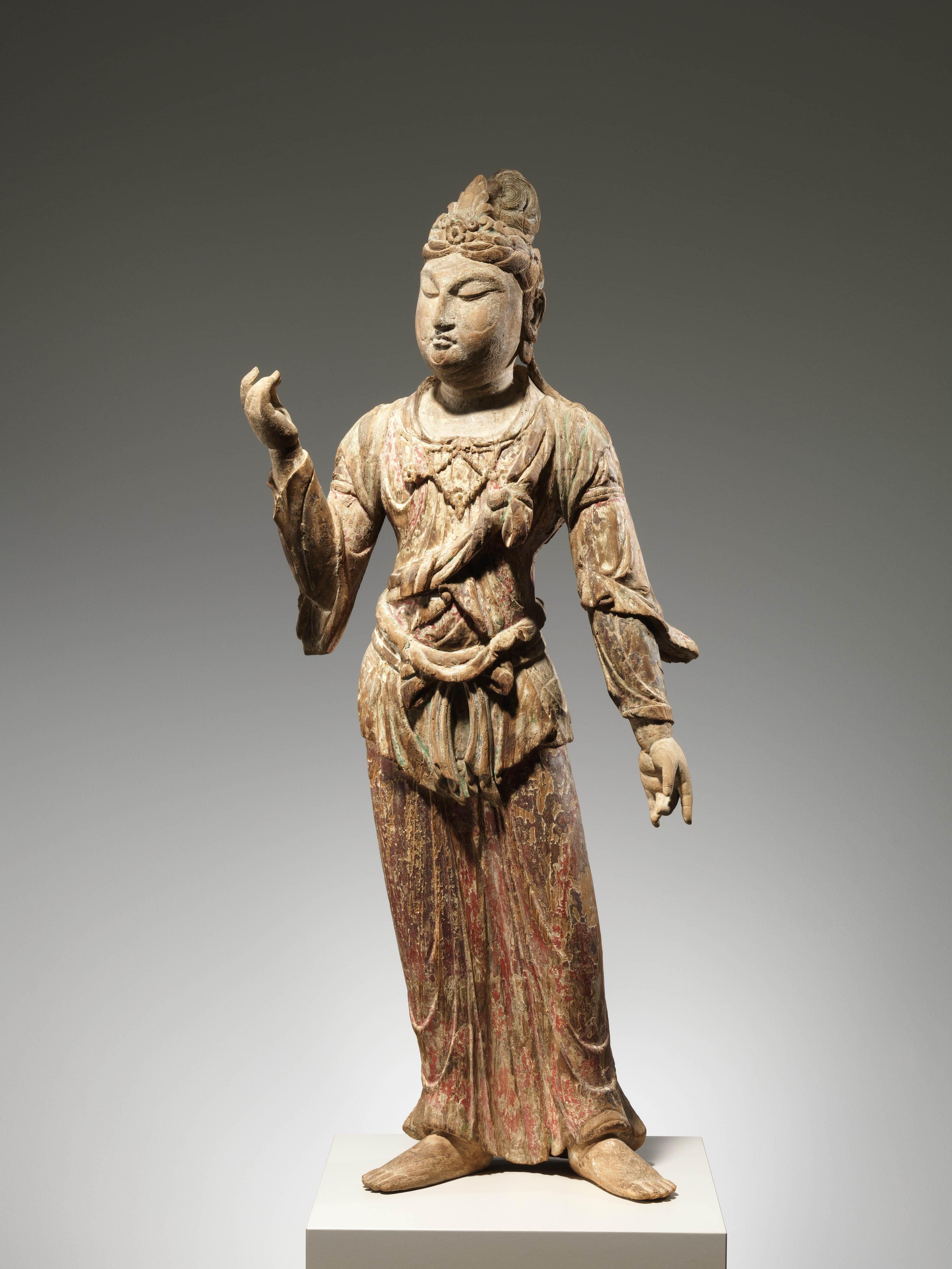
Sculptură a unui Bodhisattva; secolele 10-11; lemn cu urme de pigment; înălțime: 115.6 cm; Muzeul Metropolitan de Artă
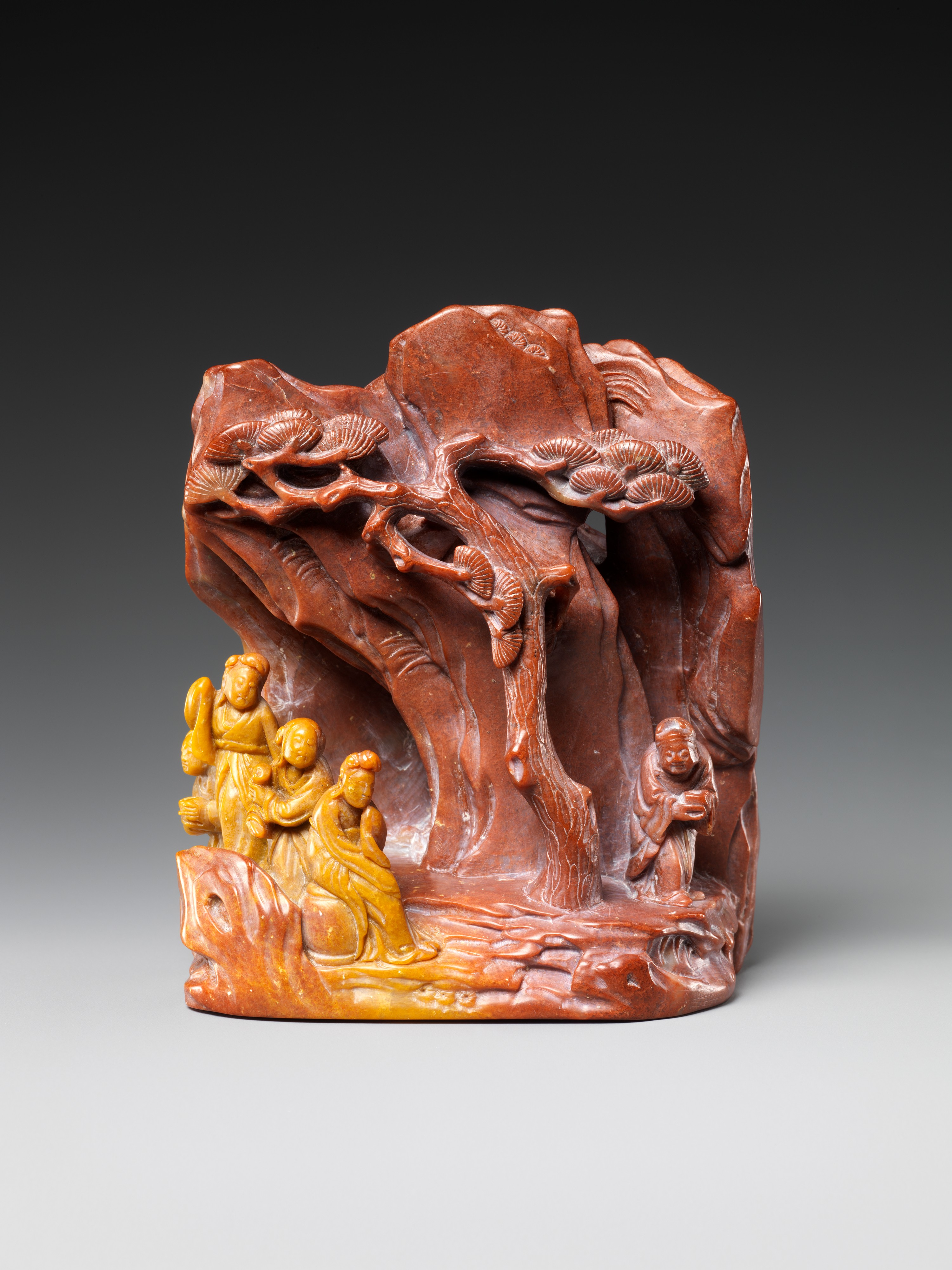
Sculptură ce reprezintă un mic peisaj; secolele 18-19; steatit; înălțime: 11.1 cm, lungime: 8.9; Muzeul Metropolitan de Artă
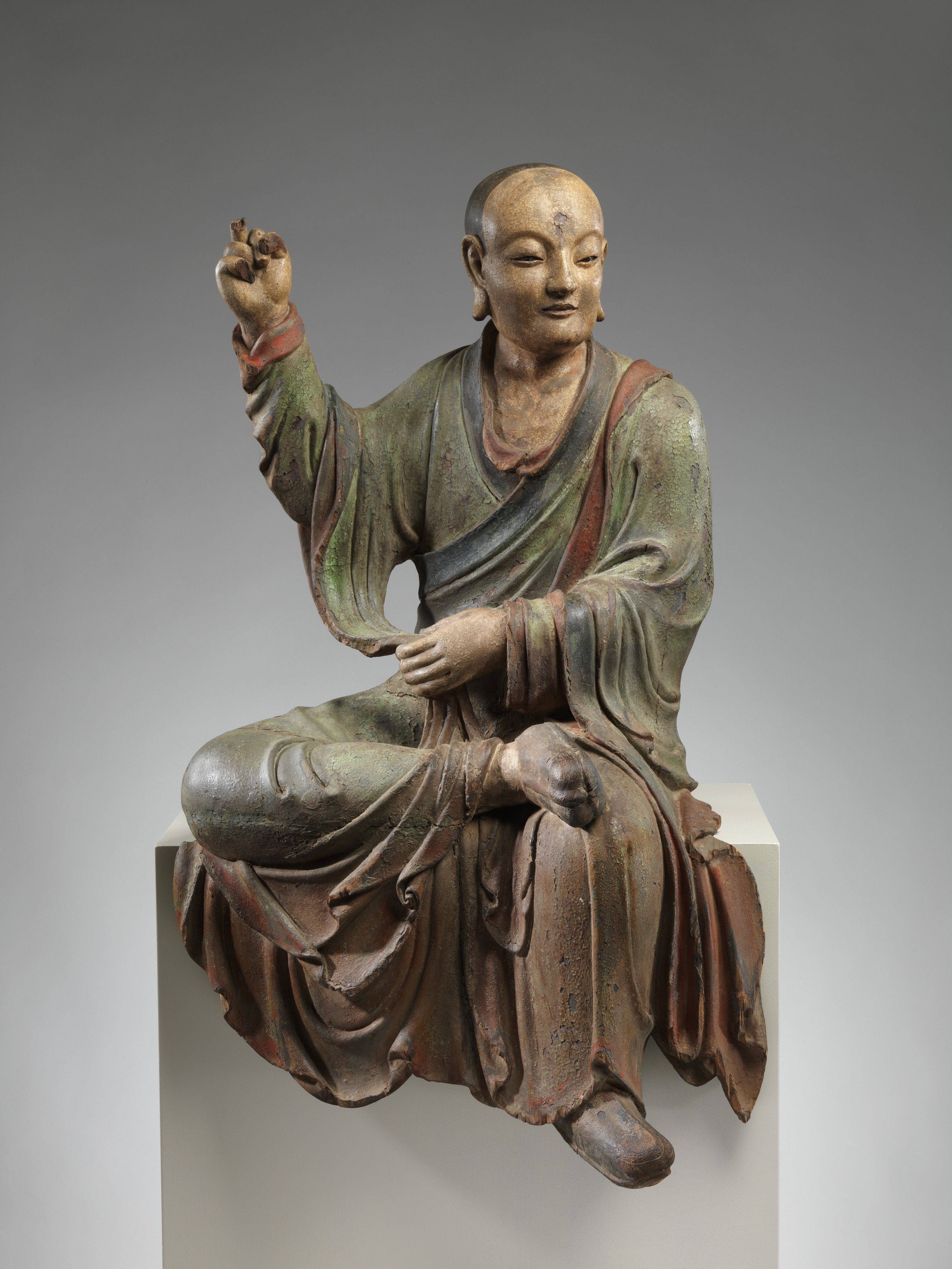
Figură; sfârșitul secolului 19; lemn cu irme de pigment; înălțime: 114 cm; Muzeul Metropolitan de Artă

## Ceramica

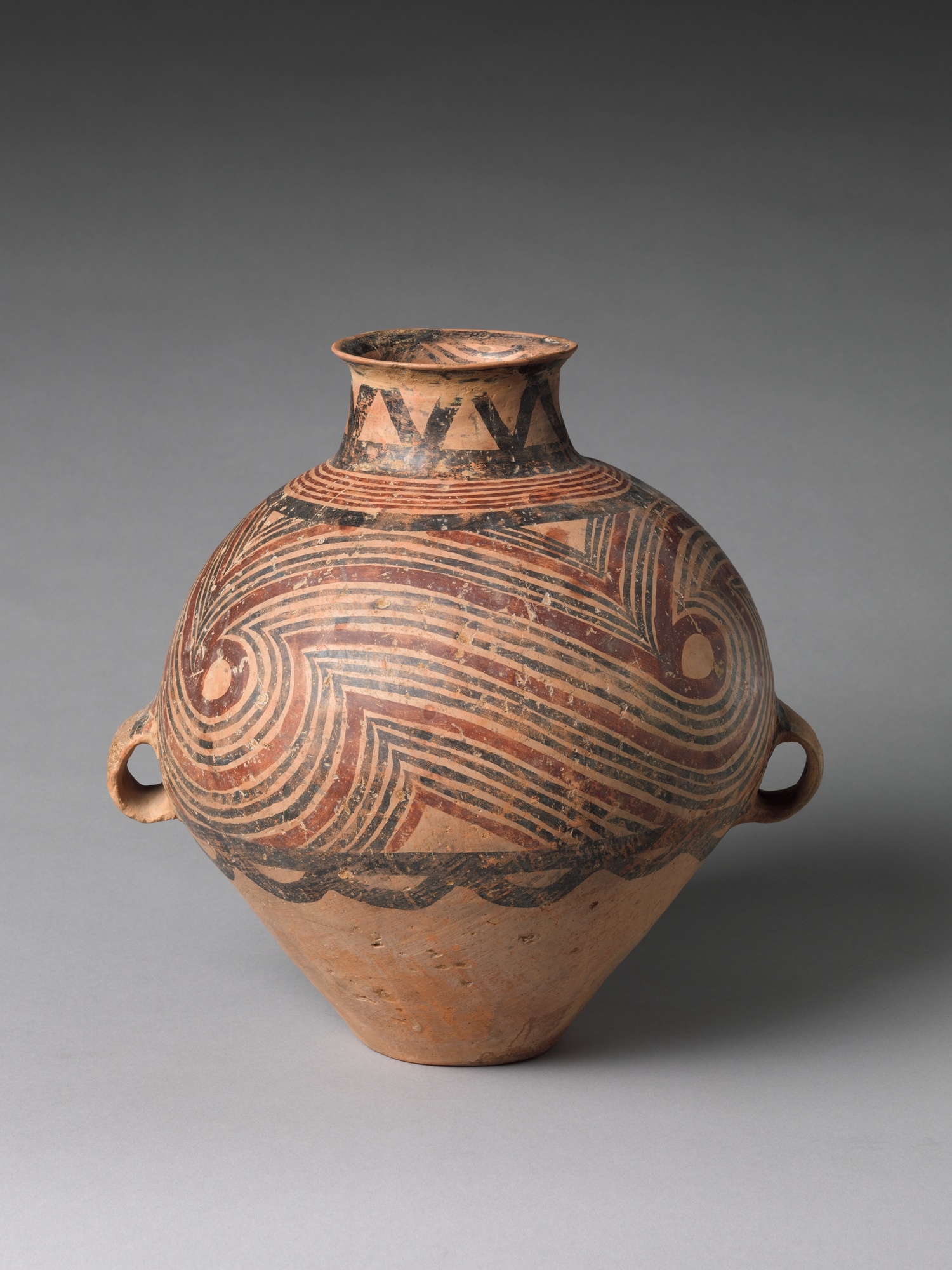
Vas preistoric, probabil neolitic; 2650-2350 î.Hr.; ceramică pictată; înălțime: 34 cm; Muzeul Metropolitan de Artă (New York City)

Cermaica chineză prezintă o evoluție ce a început încă din Preistorie, fiind una dintre cele mai importante forme de artă chineză. Republica Populară Chineză are un teritoriu plin de resurse naturale, foarte bune pentru realizarea diferitelor tipuri chinezești de ceramică. Primele tipuri de cermaică datează din timpul Paleoliticului, fiind bineînțeles făcute manual. De la culturile neolitice chineze ne-au rămas de asemenea multe vase sau cioburi (cele ale culturii peiligang fiind destul de simpliste). Ceramica elegantă, care e mult mai târzie era produsă la o scală industrială, doar câteva nume de pictori și olari individuali fiind cunoscute. Unele obiecte de olărit erau aveau doar una sau câteva utilități, cum ar fi vasele folosite în ritualuri, ceremonii sau la altare.
Olăria chineză poate să fie împărțită în două categorii: de nord și de sud. Clasificarea asta se face pe baza resurselor geologice ale teriotoriului Chinei. Materialele din categoria de sud conțin mult dioxid de siliciu, puțin aluminiu și mult oxid de potasiu, la cele din nord fiind fix invers în fiecare dintre cazuri (puțin dioxid de siliciu, mult aluminiu și puțin oxid de potasiu).

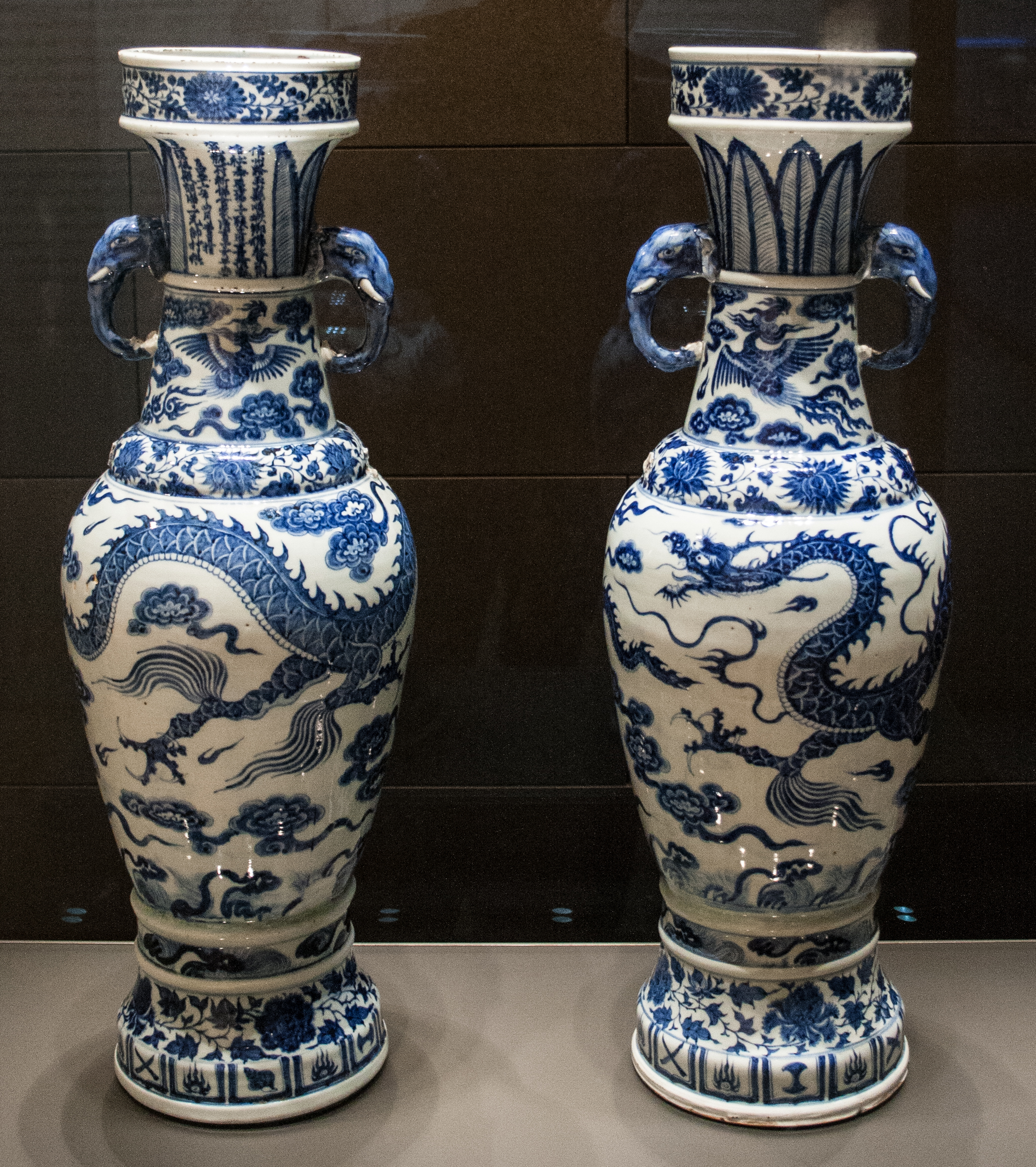
Vazele David; 1351 (Dinastia Yuan); porțelan decorat cu albastru de cobalt, deasupra glazurat; înălțime: 63,8 cm; British Museum (Londra)
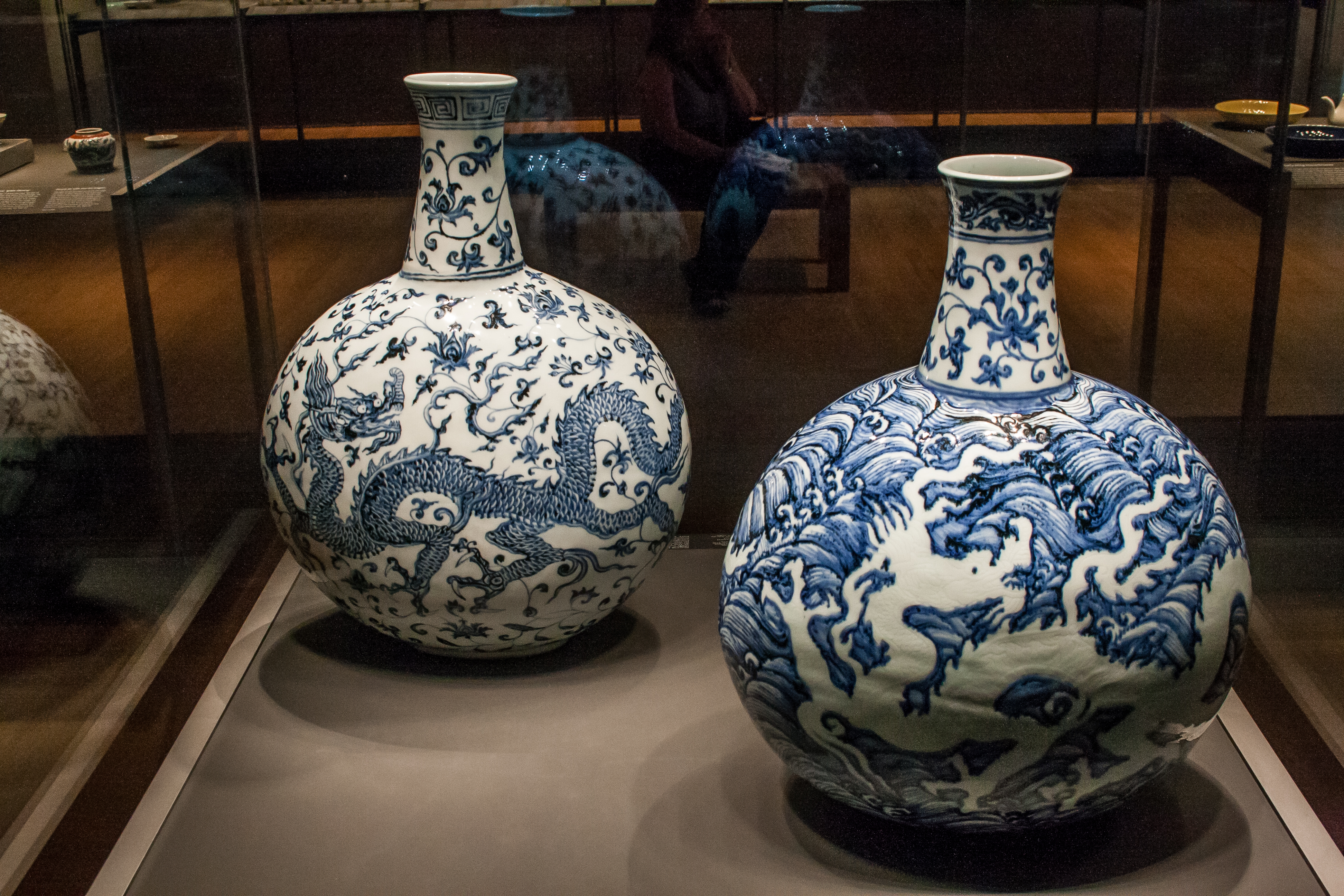
Două vaze cu dragoni; 1403-1424; porțelan neglazurat; înălțimi (cea din stânga): 47,8 cm, (cea din dreapta): 44,6 cm; British Museum
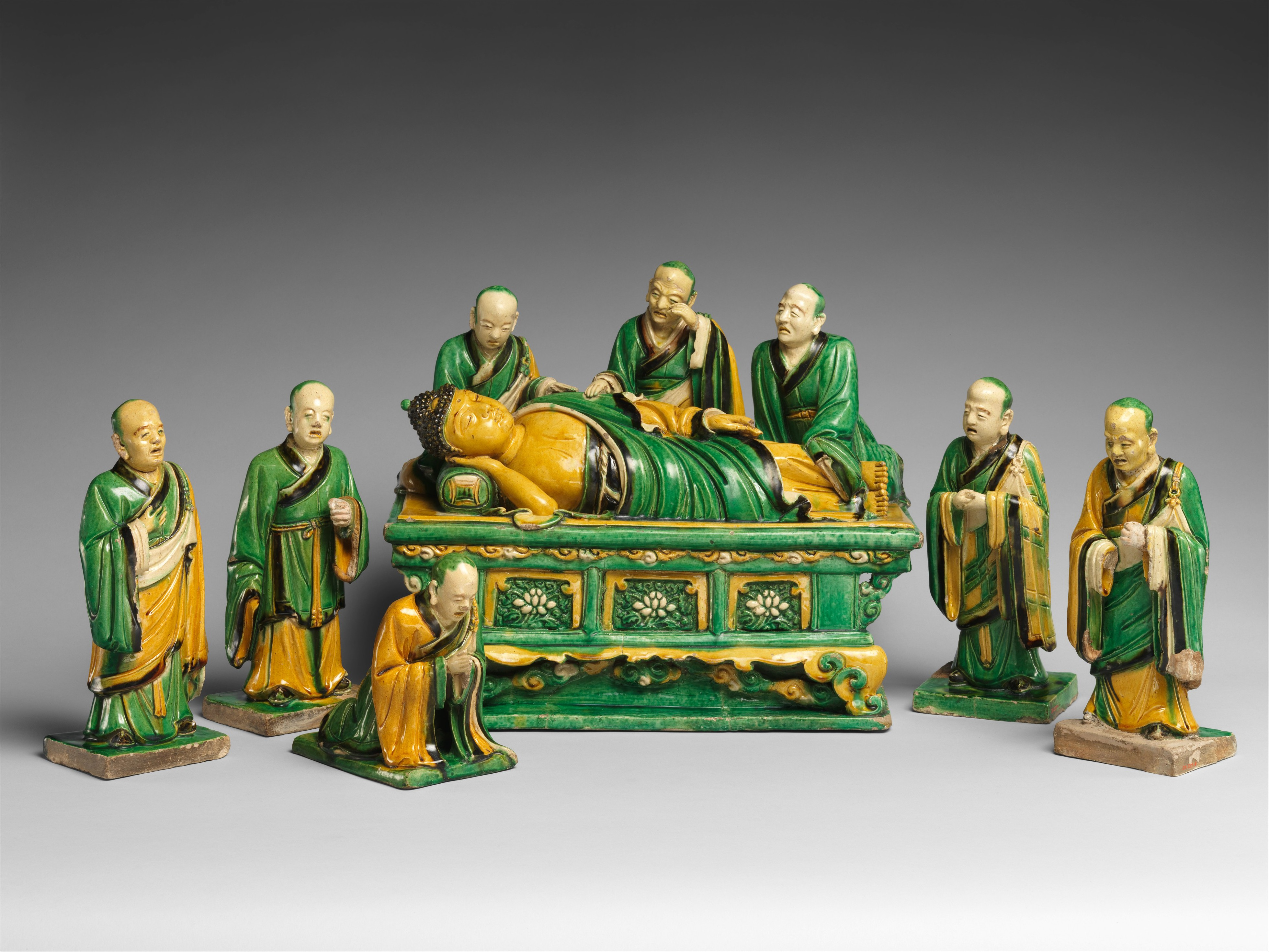
Grup de figurine; 1503; ceramică glazurată; mărimi variate; Muzeul Metropolitan de Artă (New York City)
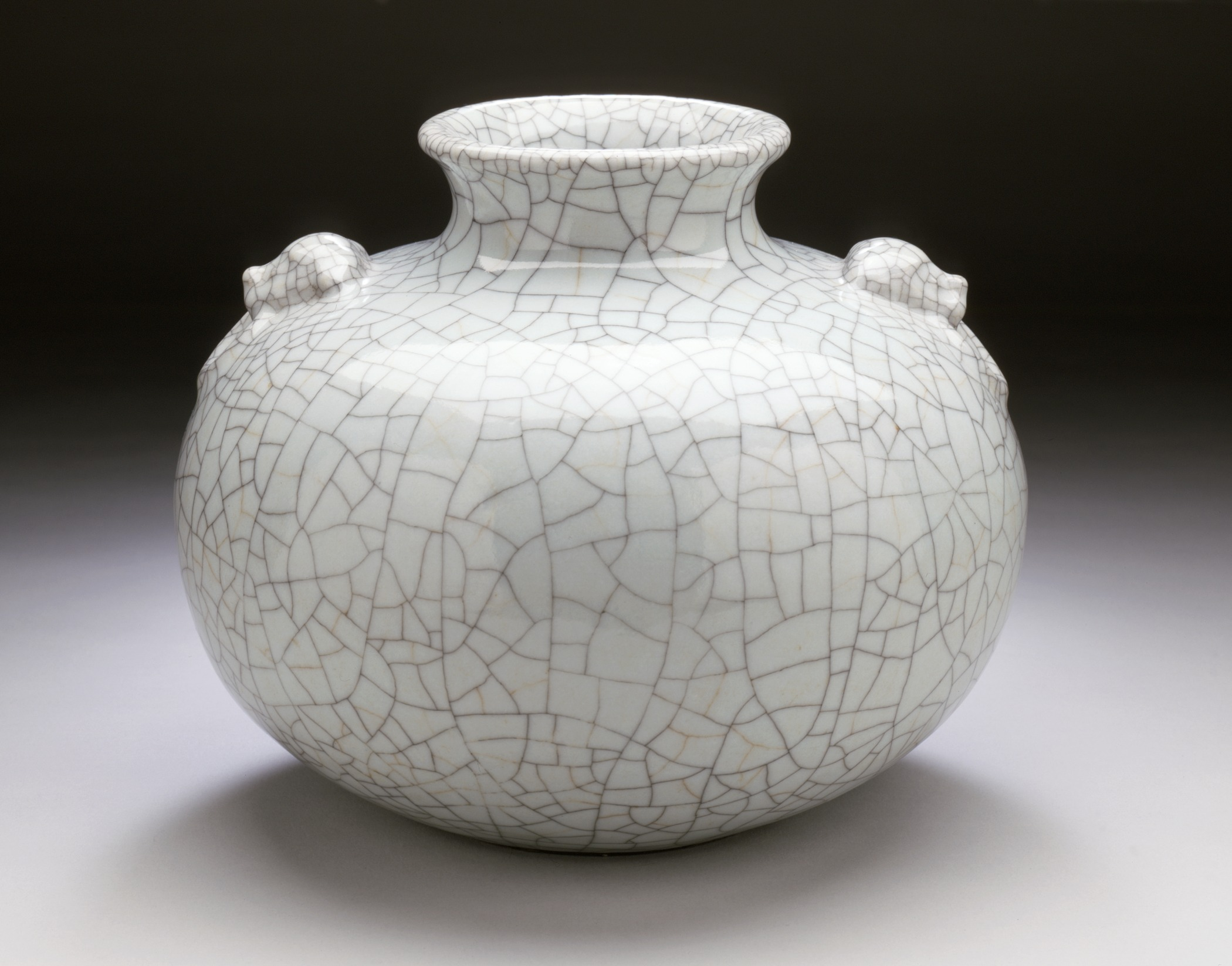
Vas; 1736-1795; 16,51 x 20,32 cm; din provincia Jiangxi; Muzeul Regional de Artă din Los Angeles (Los Angeles, SUA)

## China Imperială Timpurie (221 î.e.n. - 220 e.n.)

### Influențe străine
Clasele suprapuse din prima jumătate a dinastiei Tang erau atrase de tot ceea ce era barbar: dansuri, muzică, jocuri, bucătărie, îmbrăcăminte, locuințe, .... Este adevărat că influentele venite din stepe și din Asia Centrală au inflențat nordul Chinei, începând cu dinastia Han, însă după marile ofensive de la începutul secolului al VII-les, contactele, multiplicate prin ambasade, tributuri, misiuni, caravane de negustori și pelerinaje monarhale, devin mai strânse între China și regiunea râului Wei și a fluviului Galben, Mongolia, bazinul Tarimului și regiunile de dincolo de Pamir.